# Lopatice
Lopatice är en ort i Bosnien och Hercegovina.   Den ligger i entiteten Federationen Bosnien och Hercegovina, i den sydvästra delen av landet, 110 km väster om huvudstaden Sarajevo. Lopatice ligger 753 meter över havet och antalet invånare är 316.
Terrängen runt Lopatice är varierad.Närmaste större samhälle är Livno, 7,5 km norr om Lopatice. 
Trakten runt Lopatice består till största delen av jordbruksmark. Runt Lopatice är det ganska tätbefolkat, med 93 invånare per kvadratkilometer.